# Ivanić Košnički
Ivanić Košnički falu Horvátországban Krapina-Zagorje megyében. Közigazgatásilag Desinićhez tartozik.

## Fekvése
Krapinától 18 km-re, községközpontjától 2 km-re nyugatra a Horvát Zagorje északnyugati részén a szlovén határ közelében fekszik.

## Története
A településnek 1857-ben 81, 1910-ben 126 lakosa volt. Trianonig Varasd vármegye Pregradai járásához tartozott. A településnek 2001-ben 33 lakosa volt.

## Külső hivatkozások
Desinić község hivatalos oldala